# Basedowstraße 14 (Magdeburg)

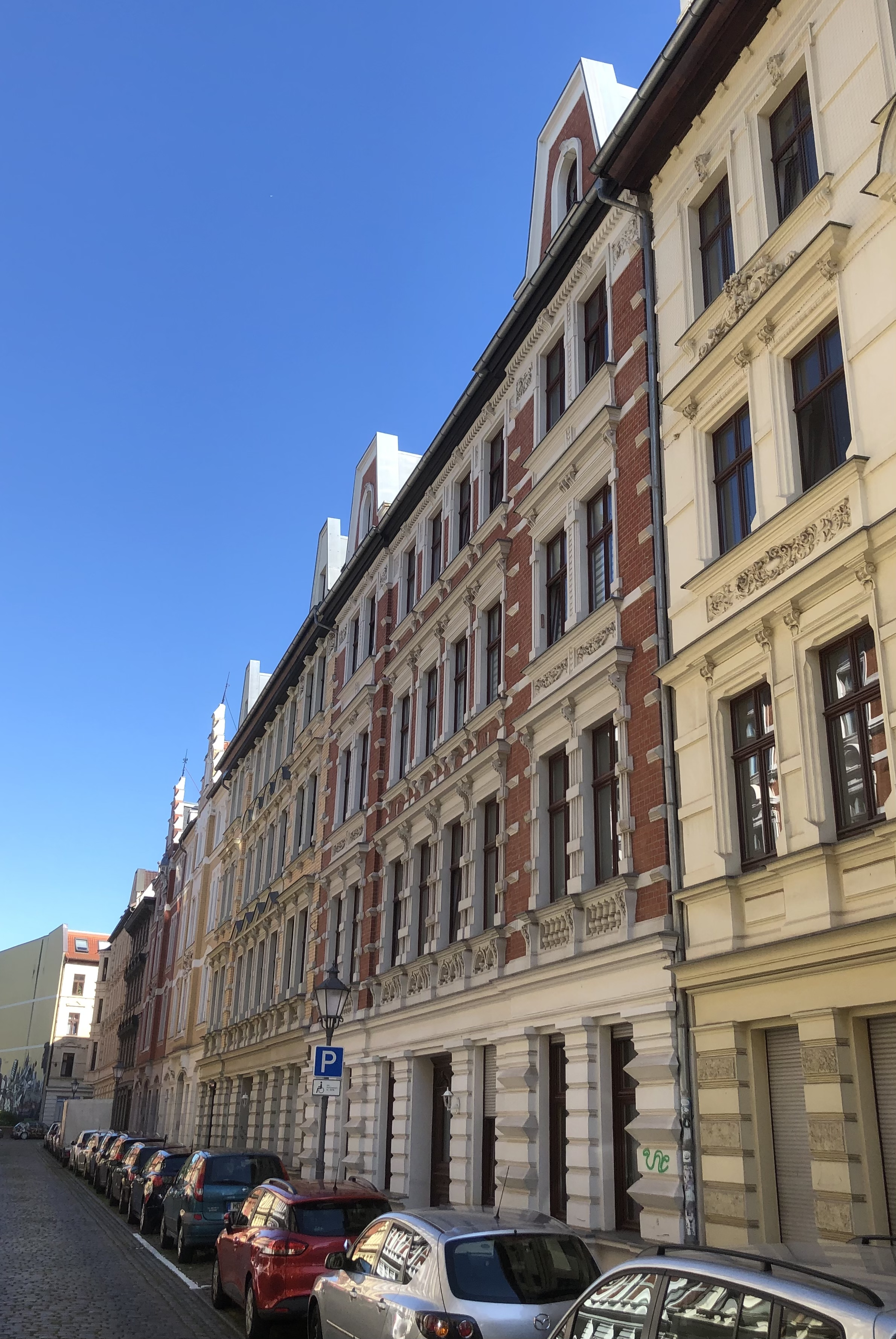
Basedowstraße 14 im Jahr 2021

Das Gebäude Basedowstraße 14 ist ein denkmalgeschütztes Wohnhaus in Magdeburg in Sachsen-Anhalt.

## Lage
Es befindet sich auf der Südseite der Basedowstraße im Magdeburger Stadtteil Buckau. Unmittelbar westlich grenzt das gleichfalls denkmalgeschützte Haus Basedowstraße 12, östlich die Basedowstraße 16 an. Zugleich gehört es zum Denkmalbereich Basedowstraße.

## Architektur und Geschichte
Der viergeschossige Bau wurde 1891 nach einem Entwurf von Busch errichtet. Die achtachsige Fassade weist zahlreiche Gliederungselemente im Stil der Neorenaissance. Jeweils die beiden äußeren Achsen treten als schmale Seitenrisalite hervor und sind mit einachsigen Dacherkern bekrönt. Die Fassade des Erdgeschosses weist eine Rustizierung auf, die Ecken sind mit einer Diamantquaderung versehen.
Im örtlichen Denkmalverzeichnis ist das Wohnhaus unter der Erfassungsnummer 094 17773 als Baudenkmal verzeichnet.
Das Haus gilt als Teil des gründerzeitlichen Straßenzugs als städtebaulich bedeutsam.